# Jim Doman
Jim Doman (8 aprile 1949 – maggio 1992) è stato un giocatore di poker statunitense.
Ha vinto due braccialetti WSOP nelle edizioni del 1982 e del 1983 delle WSOP.
Le sue vincite totali nei tornei live superano i $900.000, di cui oltre $210.000 derivanti esclusivamente da piazzamenti a premio alle WSOP.

## Braccialetti WSOP
| Anno | Torneo                  | Premio  |
| ---- | ----------------------- | ------- |
| 1982 | $1.000 No-Limit Hold'em | $96.000 |
| 1983 | $800 Mixed Doubles      | $10.000 |